# Phil Mahre
Phillip Ferdinand Mahre (* 10. května 1957 Yakima) je bývalý americký reprezentant v alpském lyžování, specialista na točivé disciplíny.

## Sportovní kariéra
Pochází z devíti dětí, jeho o čtyři minuty mladší bratr-dvojče Steve Mahre byl také špičkovým sjezdařem. Otec byl manažerem střediska zimních sportů a Phil lyžoval od dětství, po dokončení střední školy Naches Valley High School se věnoval vrcholovému sportu, v roce 1975 debutoval ve Světovém poháru a o rok později obsadil na olympiádě v Innsbrucku páté místo v obřím slalomu a osmnácté ve slalomu speciál. Ve své kariéře vyhrál 27 závodů Světového poháru, v letech 1981 až 1983 získal třikrát v řadě velký Křišťálový glóbus (stal se prvním americkým vítězem celkové klasifikace SP), v roce 1982 získal malý Křišťálový glóbus za slalom, 1982 a 1983 za obří slalom a 1980–1983 za kombinaci. Na Zimních olympijských hrách 1980 byl druhý ve slalomu a vyhrál kombinaci, která se započítávala pouze do mistrovství světa v alpském lyžování, na Zimních olympijských hrách 1984 získal ve slalomu zlatou medaili, když ve druhém kole odsunul na druhé místo svého bratra.

## Další aktivity
V roce 1984 ukončil kariéru, otevřeli se Stevem lyžařské tréninkové centrum v Deer Valley a společně také vydali knihu No Hill Too Fast. Věnoval se kromě toho i závodům automobilů, v roce 1991 vyhrál Road Atlanta na voze Oldsmobile. V roce 2007 se ještě pokusil ve věku téměř padesáti let kvalifikovat na lyžařské mistrovství v USA, ale neuspěl. Podílí se na osvětovém programu Olympijského výboru Spojených států amerických World Fit.